# John Kasich
John Richard Kasich (McKees Rocks, Pennsylvania, Estats Units, 13 de maig de 1952) és el 69è i actual Governador de l'estat d'Ohio. Membre del  Partit Republicà, va ser membre de la Cambra de Representants dels Estats Units en representació d'Ohio des del 1983 fins al 2001.
Va ser comentarista al Fox News Channel, presentant Heartland with John Kasich, de 2001 fins al 2007 i va treballar de banquer d'inversions com a director de l'oficina de Lehman Brothers a  Columbus fins a la fallida del banc el 2008.